# Велюнь (Брестская область)
Велю́нь (бел. Вялюнь) — деревня в Брестском районе Брестской области Белоруссии. Входит в состав Чернинского сельсовета.

## География
Деревня Велюнь расположена в 18 км по автодорогам к северо-востоку от центра города Брест и в 8,5 км по автодорогам к северо-востоку от центра сельсовета, агрогородка Черни. С юга примыкает деревня Гутовичи.

## История
Известна с XVI века как шляхетская собственность в Берестейском повяте Берестейского воеводства ВКЛ.
В XIX веке — деревня Кобринского уезда Гродненской губернии. В 1868 году — центр имения с 358 десятинами земли, которым владел Ягмин. В 1870 году в деревне проживало 90 мужчин и 74 женщины.
В 1890 году — центр Велюнского сельского общества, которому принадлежало 246 десятин земли. По переписи 1897 года — деревня Збироговской волости Кобринского уезда, 53 двора.
После Рижского мирного договора 1921 года — в составе гмины Збироги Кобринского повята Полесского воеводства Польши, 20 дворов.
С 1939 года — в составе БССР, в 1940 году 61 двор.
В марте 1948 года организован колхоз имени Суворова, куда вошло 52 хозяйства из 70, 300 га пашни и 65 га сенокоса, 33 лошади.

## Население
На 1 января 2018 года насчитывалось 79 жителей в 33 домохозяйствах, из них 18 младше трудоспособного возраста, 39 — в трудоспособном возрасте и 22 — старше трудоспособного возраста.

## Известные уроженцы
В деревне родился Герой Советского Союза Иван Моисеев.